# Castrelo do Val
Castrelo do Val és un municipi de la província d'Ourense a Galícia. Pertany a la Comarca de Verín. Entre els seus atractius es pot esmentar el Parc Natural "O Invernadeiro", que comparteix amb altres municipis veïns.
| 2.975 | 2.913 | 3.227 | 2.455 | 1.239 |
| Fonts: INE i IGE (Els criteris de registre censal variaren i les dades de l'INE i de l'IGE poden no coincidir.) |       |       |       |       |

## Parròquies
- Campobecerros (Santiago)
- Castrelo do Val (Santa María)
- Gondulfes (Santa Cruz)
- Nocedo do Val (San Salvador)
- Parada da Serra (San Lucas)
- Pepín (San Vicente)
- Piornedo (Santa Eufemia)
- Portocamba (San Miguel)
- Servoi (Santa María)